# Ghitorni
Ghitorni là một thị trấn thống kê (census town) của quận South West thuộc bang Delhi, Ấn Độ.

## Nhân khẩu
Theo điều tra dân số năm 2001 của Ấn Độ, Ghitorni có dân số 9123 người. Phái nam chiếm 57% tổng số dân và phái nữ chiếm 43%. Ghitorni có tỷ lệ 69% biết đọc biết viết, cao hơn tỷ lệ trung bình toàn quốc là 59,5%: tỷ lệ cho phái nam là 80%, và tỷ lệ cho phái nữ là 55%. Tại Ghitorni, 15% dân số nhỏ hơn 6 tuổi.